# 臺中榮民總醫院嘉義分院

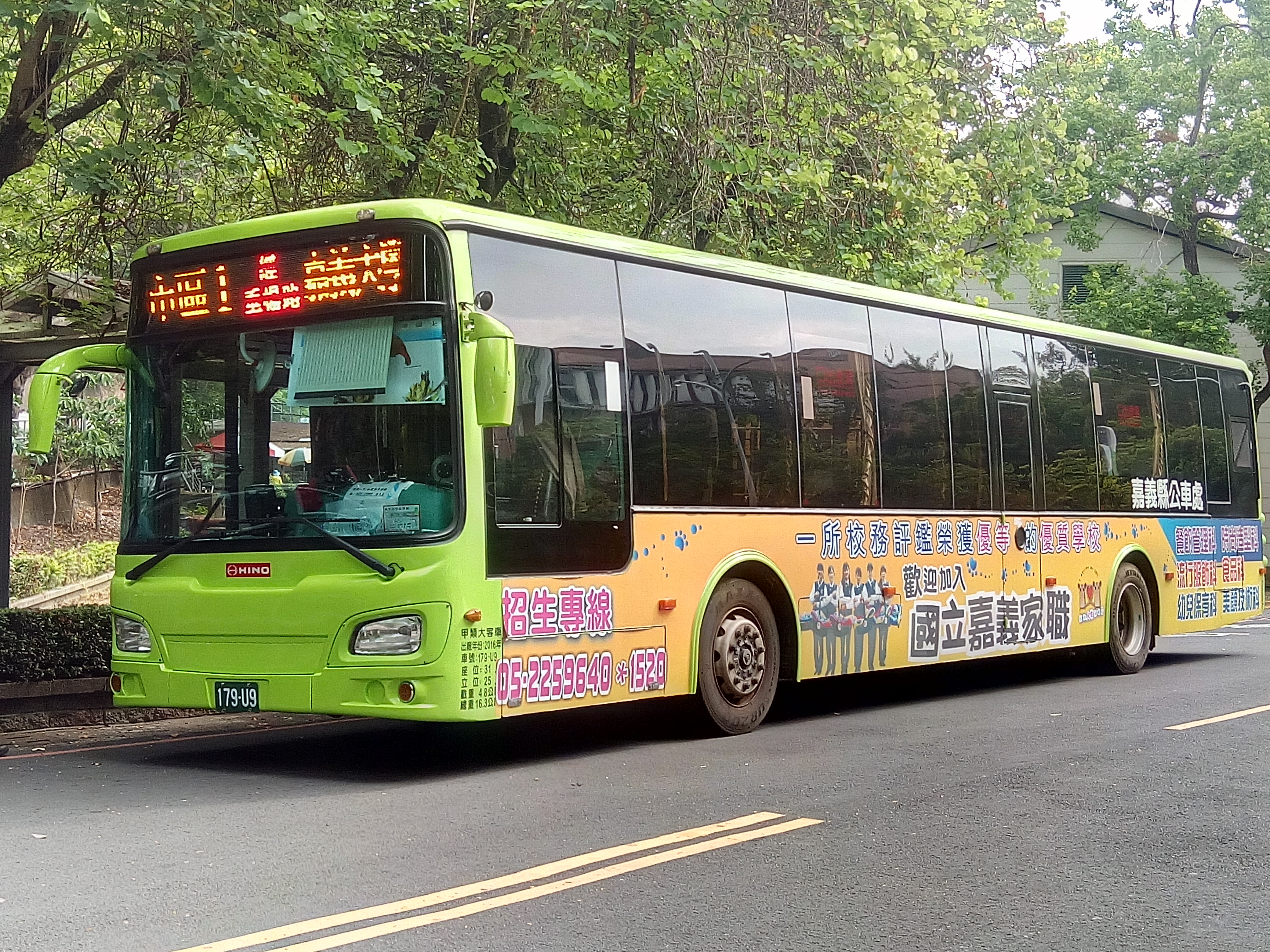
嘉義市公車市區1（今中山幹線）日野低床車

臺中榮民總醫院嘉義分院（簡稱嘉義榮院、嘉榮）為中華民國國軍退除役官兵輔導委員會設在嘉義市的榮民醫院，隸屬臺中榮民總醫院，以收療榮民、榮眷慢性病患為主。

## 歷史

### 日治時期
嘉義分院現址在台灣日治時期為「嘉義陸軍病院」，其是因應1936年12月1日設立在嘉義市區西側的飛行第14聯隊，首先於1936年12月9日在飛行聯隊營區內設立「臺南陸軍病院嘉義分院」，隸屬於臺灣軍。臺灣軍經理部在1940年9月向陸軍省申請徵收新病院基地的土地。1941年8月1日，公告獨立為「嘉義陸軍病院」。1942年3月7日，遷到位在劉厝17番地的新廳舍，同時被納入第一飛行師團之下。1942年6月19日，改編入第一航空軍。1944年9月1日，改編入臺灣軍。1944年12月1日，在新營郡白河街開設「關子嶺臨時分院」。1945年2月21日，在嘉義郡小梅庄開設「小梅臨時分院」。1945年8月15日日本投降。

### 戰後
嘉義陸軍病院在1945年9月29日改由第71師團指揮，1945年12月22日，臺灣區特派員辦公處接收委員吳國興接收嘉義陸軍病院。1945年12月29日，改隸軍直轄。1946年1月24日，小梅分院關閉、同月31日，關子嶺分院關閉。3月12日，嘉義陸軍病院下令解散；全院人員在同月25日從高雄港啟程，4月5日抵達廣島縣大竹市，全員解散完畢。
嘉義陸軍病院原址於後在1952年成立「陸海空軍肺病療養院」。1955年，改為「陸軍第一肺病療養院」。1959年7月，改隸屬行政院國軍退除役官兵輔導委員會，更名為「嘉義榮民醫院」（下設仙草、灣橋、鹿滿、田中四分院）。1963年，仙草與田中分院轉型為白河榮譽國民之家 （页面存档备份，存于）與彰化榮譽國民之家 （页面存档备份，存于）。1966年，灣橋分院獨立設院為灣橋榮民醫院，下轄鹿滿分院。1974年3月，由肺結核病院轉型為綜合性醫院，並附設民眾診療所。2002年，經評鑑為區域教學醫院。2007年起，由嘉義分院院長兼任灣橋分院院長。2008年組織調整，改為「臺中榮民總醫院嘉義分院」。2010年1月，嘉義榮院、灣橋榮院完成水平整合。2013年11月，隨國軍退除役官兵輔導委員會組織調整，全銜由「行政院國軍退除役官兵輔導委員會臺中榮民總醫院嘉義分院」更名為「臺中榮民總醫院嘉義分院」。

## 歷任院長
| 任次 | 姓名                       | 就任時間       | 卸任時間       |
| ---- | -------------------------- | -------------- | -------------- |
| 1    | 黃琦                       | 1959年7月1日   | 1974年7月31日  |
| 2    | 黃惠誠                     | 1974年8月1日   | 1983年9月1日   |
| 3    | 王維                       | 1983年9月1日   | 1988年10月31日 |
| 4    | 鄒發輝（陸軍少將退伍）     | 1988年11月1日  | 1990年1月31日  |
| 5    | 何振東（少將退伍）         | 1990年2月1日   | 1996年1月15日  |
| 6    | 彭嘉謨                     | 1996年1月16日  | 1999年7月15日  |
| 7    | 王丹江（陸軍少將退伍）     | 1999年7月16日  | 2003年5月19日  |
| 8    | 林有嘉（陸軍軍醫上校退伍） | 2003年5月20日  | 2006年12月11日 |
| 9    | 李三剛                     | 2006年12月11日 | 2008年7月16日  |
| 10   | 吳少白（海軍軍醫少將退伍） | 2008年7月16日  | 2012年7月16日  |
| 11   | 鄭紹宇（軍醫上校退伍）     | 2012年7月16日  | 2016年1月16日  |
| 12   | 李世強（海軍軍醫少將退伍） | 2016年1月16日  | 2022年2月15日  |
| 13   | 陳正榮                     | 2022年2月16日  | 現任           |

## 組織
- 院長
  - 副院長（2人）

行政單位
- 醫企室
  - 病歷管理組
  - 醫療費用組
  - 醫務企劃組
  - 醫療事務組
- 人事室
- 主計室
- 秘書室
  - 文書業務組
  - 灣橋組
  - 資材補給組
  - 工務環安組
- 政風室
- 資訊室
- 社會工作室
- 教研部

醫療部門
- 內科部
  - 一般外科
  - 心臟內科
  - 神經內科
  - 新陳代謝科
  - 肝膽腸胃科
  - 腎臟內科
  - 胸腔內科
  - 免疫風濕科
  - 感染科
  - 老人醫學科
  - 血液腫瘤科
  - 家庭醫學科
- 外科部
  - 一般外科
  - 一般外科(乳房外科特診)
  - 心臟外科
  - 神經外科
  - 骨科
  - 泌尿外科
  - 整形外科
  - 美容中心
  - 大腸直腸外科
- 婦兒科
  - 婦產科
  - 小兒科
- 其他科
  - 病理檢驗科
  - 放射腫瘤科
  - 身心醫學科
    - 老人精神科
    - 社區復健精神科
    - 兒童青少年身心科

  - 眼科
  - 耳鼻喉科
  - 皮膚科
  - 牙科
  - 急診室
  - 復健科
  - 麻醉科
  - 中醫部
  - 放射科
  - 藥劑科

## 交通
嘉義市公車
| 編號              | 經營業者 | 路線                                                  | 停靠站         |
| ----------------- | -------- | ----------------------------------------------------- | -------------- |
| 中山幹線（綠線）  | 國光客運 | 嘉義市公車中山幹線 （嘉義大學校區內－嘉義榮民醫院）   | 嘉義榮民醫院站 |
| 中山幹線（綠A線） | 國光客運 | 嘉義市公車中山幹線 （嘉義大學校區內－二二八紀念公園） | 嘉義榮民醫院站 |